# 최언위
최언위(崔彦撝, 868년 ~ 944년)는 신라 말기와 고려 초기의 유학자이고 문신(文臣) 겸 향가 작가이자 한시 시인이며 서예가이다. 아명(兒名)은 최신지(崔愼之)이고 시호(諡號)는 문영(文英)이며 본관은 경주(慶州)이다.

## 생애
신라 말 나이 18살 때 당나라에 유학하고, 예부시랑(禮部侍郞) 설정규(薛廷珪)가 주관한 과거에 급제하였다. 당시 발해(渤海) 재상(宰相) 오소도(烏炤度)의 아들 오광찬(烏光贊)도 같이 과거에 급제했다.
나이 42세에 신라로 돌아오자, 집사성시랑(執事省侍郞)·서서원학사(瑞書院學士)로 임명되었다.
고려 태조가 나라를 세운 후 그가 온 가족을 거느리고 돌아오니, 태자사부(太子師傅)로 임명되고 문한(文翰)의 임무를 맡았다. 궁원(宮院)의 편액을 지었다. 벼슬은 대상(大相)·원봉태학사(元鳳太學士)·한림원령(翰林院令)·평장사에 이르렀다.
944년(혜종 원년)에 죽으니 나이가 77세였다. 정광(政匡)으로 추증되었다. 시호는 문영(文英)이다.

## 가족 관계
아들은 최광윤(崔光胤), 최행귀(崔行歸), 최광원(崔光遠), 최행종(崔行宗)이다.

## 같이 보기
- 최승우
- 강릉 보현사 낭원대사탑비